# Maicon França
Maicon dos Santos França (Rio de Janeiro, 27 de abril de 2004) é um voleibolista indoor brasileiro atuante na posição de ponteiro, com marca de alcance de 351 cm no ataque e 334 cm no bloqueio, conquistou  títulos nas categorias de base da seleção brasileira.